# التخطيط لهجمات 11 سبتمبر
الحادي عشر من سبتمبر 2001 الموافق يوم الثلاثاء سيطر 19 إرهابي على 4 طائرات تجارية لتنفيذ هجمات ضد مواقع حيوية لشل حركة الولايات المتحدة مؤقتاً في سلسلة مكونة من أربع أعمال منسقة ضربت مركز التجارة العالمي في نيويورك، البنتاغون (وزارة الدفاع الأمريكية) في مقاطعة أرلينغتون، فيرجينيا وهدف إضافي ضد واشنطن دي سي، مريلاند. طائرتين اصدتما عمداً بمركز التجارة العالمي، وواحدة ضربت البنتاغون. بيد أن، الطائرة الرابعة لم تنجح في الوصول إلى هدفها الذي يعتقد أنه إما مبنى الكابيتول أو البيت الأبيض. أسفرت الأحداث عن سقوط 2,977 قتيل ما يجعله الهجوم الأكثر فتكاً في تاريخ الولايات المتحدة؛ بالإضافة إلى كونه الهجوم الأجنبي الأكثر دموية الذي تتعرض أمريكا منذ هجوم اليابان المفاجئ على بيرل هاربر في هونولولو بهاواي يوم 7 ديسمبر 1941. تم التخطيط للأحداث بعناية من قبل تنظيم القاعدة، والتي اختارت إرسال 19 شخصاً لتسلم طائرات من نوع بوينغ 757 وبوينغ 767 التي تديرها شركة الخطوط الجوية الأمريكية والخطوط الجوية المتحدة.

## الخلفية
تعود جذور نشأة القاعدة إلى عام 1979 عندما اجتاح الاتحاد السوفيتي جارته أفغانستان. بعد الغزو بفترة وجيزة سافر أسامة بن لادن إلى أفغانستان وساعد في تنظيم المجاهدين العرب واستقدام المزيد من الشباب. شكل مع عبد الله عزام وهو فلسطيني–أردني تأثر بن لادن بأفكاره، مكتب الخدمات في عام 1984 لتقديم الدعم للمجاهدين العرب الذين لبوا نداء الجهاد في أفغانستان. بدا واضحاً بأن هزيمة السوفيت باتت قريبة أواخر الثمانينات. ودارت نقاشات بين بن لادن وعزام حول مستقبل مكتب الخدمات والنتائج المترتبة على حل قوى المجاهدين. أراد بن لادن وعزام اللجوء إلى قوة الرد السريع لحماية المسلمين المقهورين في أنحاء العالم. وكان بن لادن يرغب في تدريب المجاهدين على أساليب القتال، بينما اختلف عزام بشدة مع هذا النهج، ليصدر عزام بعدها فتوى ورد فيها أن استعمال العنف هو انتهاك للقانون الإسلامي. وذكر عزام بالأحاديث التي تأمر المسلمين بعدم قتل النساء أو الأطفال.
ما لبث أن أنشق بن لادن وعزام في نوفمبر 1989، حتى قتل عزام في مدينة بيشاور بباكستان. وقد كان عزام برفقة ولديه في طريقهم لتأدية صلاة الجمعة حتى انفجرت قنبلة مشغلة بجهاز تحكم عن بعد ليلقوا حتفهم. من غير المؤكد ما إذا كان بن لادن وراء عملية الاغتيال، مع أنه من غير المرجح. على الرغم من ذلك، أصبح بن لادن حر في تولي السيطرة الكاملة على مكتب الخدمات، واضعاً أساسيات القاعدة. يعتقد أن بن لادن بات أكثر تشدداً بعد صعود الدكتور أيمن الظواهري لمنصب النائب.
انتقل بن لادن في 1991 إلى السودان حيث قاد عمليات في شرق أفريقيا بما فيها اعتداء 1993 على القوات الأمريكية في العاصمة الصومالية مقديشو. أجبر السودان بضغط من المجتمع الدولي على إخراج بن لادن من أراضيه ليعود بعدها إلى أفغانستان.

### الأيديولوجية
كان الغزو العراقي للكويت عام 1990 بمثابة نقطة تحول إثارت انتباه بن لادن تجاه الولايات المتحدة. حيث طالب بن لادن بقوة النظام السعودي بعدم استضافة 500,000 جندي أمريكي ودعا بدلاً من ذلك إلى الاستفادة من قوة المجاهدين للإطاحة بالعراقيين. عارض بن لادن بشدة الوجود الأمريكي المستمر في السعودية. وفسر حديث الرسول محمد ب«حرمة وجود الكفار في جزيرة العرب». لهذا السبب هاجم بن لادن أهداف عسكرية أمريكية في السعودية. يشار إلى أن التاريخ الذي أختير لتفجيرات سفارتا الولايات المتحدة 1998 (7 أغسطس) كان بالتحديد 8 سنوات بعد إرسال القوات الأمريكية إلى السعودية. واعتبر بن لادن عائلة آل سعود (العائلة الملكية السعودية) كفار. توجه تهمة الردة في الدين الإسلامي للمسلمين الذين فقدوا إيمانهم أو يرفضون الإسلام. كما احتج بن لادن على تحالف بعض الدول العربية مثل الأردن والكويت ومصر مع الحكومة الأمريكية.
وقد اعتبر الإسرائيليين كفار وغير مرحب بهم في بلاد المسلمين. ورفض السياسة الأمريكية المنحازة إلى إسرائيل. وقد أشار إلى أن شخصيات رئيسية في الإدارة الأمريكية كانوا في الحقيقة يهود أمثال مادلين أولبرايت وساندي بيرغر وويليام كوهن «ولهذا السبب دفعت واشنطن دون شك نحو سياسة مؤيدة لإسرائيل» خلال رئاسة بيل كلينتون.

### فتاوى
أصدر بن لادن فتوى عام 1996 دعا من خلالها إلى خروج القوات الأمريكية من السعودية. شكلت تفجيرات سفارات الولايات المتحدة عام 1998 منعطفاً حيث تكشفت نية بن لادن بمهاجمة الولايات المتحدة. أصدر بن لادن في شهر فبراير 1998 فتوى أخرى إلى جانب أيمن الظواهري أعلن فيها الحرب ضد الأمريكان. وصرح «نحن لسنا مضطرين للتفريق بين عسكري أو مدني، ما دمنا قلقين سنعتبرهم (الأمريكان) أهدافاً لنا». أثار الظلم ووجود الكفار الأمريكان في بلاد الحرمين ومعاناة الشعب العراقي بسبب الحصار المفروض على بلادهم بعد حرب الخليج الثانية والدعم الأمريكي لإسرائيل غضب بن لادن. في مقابلة أجريت بشهر ديسمبر 1999 مع رحيم الله يوسف زاي كرر بن لادن أفكاره مجدداً وعبر عن اعتراضه لاستمرار تواجد الأمريكان على الأراضي السعودية. وأعلن أن الأمريكان كانوا قريبون جداً من مكة المكرمة ما اعتبره استفزازاً للعالم الإسلامي برمته. واعتقد بن لادن كذلك بأن إسرائيل تقوم بقتل وتعذيب الفلسطينيين بأموال وأسلحة أمريكية.

## جذور أحداث 11 سبتمبر
نشأت فكرة أحداث 11 سبتمبر وفقاً لأجهزة المخابرات في الولايات المتحدة والفلبين في عملية بوجينكا (وهي خطة لم تنفذ) التي ابتكرها خالد شيخ محمد وابن اخته رمزي يوسف. كانت المرحلة الأولى تنطوي على اغتيال البابا يوحنا بولس الثاني. أما الثانية فكانت تهدف لتفجير إحدى عشرة طائرة متجهة إلى الولايات المتحدة. فيما تشمل المرحلة الثالثة تحميل طائرات صغيرة بالمتفجرات لتضرب مقر وكالة المخابرات المركزية وربما مبان أخرى في كبرى المدن الأمريكية. تم اكتشاف المؤامرة من قبل شرطة مانيلا يوم 6 يناير 1995 واعتقل عبد الحكيم مراد. ورمزي يوسف اعتقل في باكستان بشهر فبراير 1995. وهرب والي خان أمين شاه بعد اعتقاله، ولكن قبض عليه في ماليزيا بديسمبر 1995. بينما تمكن خالد شيخ محمد من الهروب وتم تجاهل رضوان عصام الدين المعروف باسم حنبلي.
طرح خالد شيخ محمد فكرة مؤامرة 11 سبتمبر على بن لادن عام 1996 في أفغانستان. ولكن لم تلقى الفكرة أي إعجاب في ذلك الوقت. كان بن لادن والظواهري في مرحلة انتقالية بعد ما نقلا مقر إقامتهم من السودان إلى أفغانستان.
بينما استقر شيخ محمد في قطر. ولكن فر إلى أفغانستان أن تتمكن الحكومة القطرية من إلقاء القبض عليه (بعد طلب من الولايات المتحدة). أبدى زعماء القاعدة إعجابهم بالفكرة المعدلة للمرحلة الثانية والثالثة التي أعدها شيخ محمد لهم. ولكن بدلاً من استخدام طائرات صغيرة معبئة بالمتفجرات كما أراد مراد، خطط شيخ محمد لاستخدام طائرات تجارية. أصبح أبو زبيدة وشيخ محمد مديرا هذه المؤامرة. وخلال أواخر عام 1996 و1997 مكث شيخ محمد في جمهورية التشيك، حيث لم تكن طالبان راضية عن علاقاته النسائية. يعتقد المسؤولين الألمان أن زعماء القاعدة خططوا بشكل شبه كامل لمؤامرة 11 سبتمبر في أفغانستان. كان لستة من خاطفي الطائرات الذين اختيروا لاحقاً دوراً كبيراً في المؤامرة.

## روابط خارجية
- تقرير لجنة 11/9 النهائي
- تقرير لجنة 11/9.. التجاهلات والتحريفات – الجزيرة